# Helga Göring
Helga Göring, auch Helga Bonnet, (* 14. Januar 1922 in Meißen; † 3. Oktober 2010 in Berlin) war eine deutsche Schauspielerin.

## Leben und Werk

### Herkunft und Ausbildung
Helga Göring wurde als Tochter von Hugo Göring und dessen Ehefrau Gertrud Göring geboren. Ihr Vater, aus dem Rheinland stammend, war ein bekannter Meißener Augenarzt; ihre Mutter war Dresdnerin und als Operationsschwester tätig. Sie wuchs mit ihrer vier Jahre älteren Schwester Doris wohlbehütet in einer Villa in der Weinberggasse 8 am Ratsweinberg auf. Helga Göring absolvierte von 1938 bis 1940 eine Schauspielausbildung an der Akademie für Musik und Theater in Dresden; zu ihren Lehrern gehörte unter anderem Erich Ponto. Das Schauspielexamen bestand sie 1940 mit Auszeichnung.

### Theater
Ihr erstes Theaterengagement erhielt Göring 1940 am Stadttheater Bielefeld. Es folgte ein kurzes Engagement in Frankfurt am Main. 1943 ging sie an das Deutsche Schauspielhaus (Kleines Haus) in Hamburg. Dort war sie bis zur kriegsbedingten Schließung aller deutschen Theater im Spätsommer 1944 engagiert und spielte u. a. das Gretchen in Faust I. 
Nach dem Zweiten Weltkrieg siedelte Göring sofort in die SBZ über. Sie war kurzzeitig (Spielzeit 1946/1947) am Stadttheater Stendal engagiert. Ein Intendant hatte ihr kurz nach Kriegsende nahegelegt, der Name Göring könne falsche Erinnerungen wecken, und so nannte sie sich zeitweilig nach einer Verwandten Helga Bonnet. 1947 ging sie an die Komödie Dresden; 1948 an das Albert-Theater in Dresden.
Ab 1950 war sie bis Mitte der 1950er Jahre festes Ensemblemitglied am Staatstheater Dresden. Göring spielte in Dresden ein breites Repertoire, das Stücke von William Shakespeare, die deutschsprachigen Autoren der Klassik und Romantik, das Theater der Jahrhundertwende, aber auch Stücke der Moderne und des zeitgenössischen Theaters umfasste. Zu ihren Dresdner Rollen gehörten u. a.: Blanca von Kastilien in König Johann, die Titelrolle in Emilia Galotti (Regie: Martin Hellberg, mit Hans Finohr als Vater Odoardo Galotti), die Zofe Franziska in Minna von Barnhelm, Amalia von Edelreich in Die Räuber, Klärchen in Egmont (Regie: Martin Hellberg), Gretchen in Faust I (1950; Regie: Martin Hellberg), Adelheid von Walldorf in Götz von Berlichingen (neben Hans Finohr in der Titelrolle), Hedwig in Wilhelm Tell, Lucietta in Die Liebeshändel von Chiozza, Emma Baumert in Die Weber und Johanna in Die heilige Johanna von George Bernard Shaw. Außerdem spielte sie in den Theaterstücken Die heiligen drei Affen von Ilse Czech-Kuckhoff (als Margrit Heduweit), Floridsdorf von Friedrich Wolf (als Lehrerin Gretl), Der Weg ins Leben von Miloslav Stehlik (als Kolonistin Maruscha) und Die Sonnenbrucks von Leon Kruczkowski (als Marikke).
Später gastierte sie außerdem in Potsdam, Berlin, am Staatstheater Schwerin (als Gräfin Terzky in Wallenstein; neben Hans Finohr als Buttler) und am Schauspielhaus Leipzig. Mit ihrem Engagement für den Film nahmen ihre Auftritte am Theater deutlich ab; sie gab nur noch vereinzelte Gastspiele am Theater. In den 1990er Jahren wandte sich Göring dem Boulevardtheater zu; sie spielte am Theater am Kurfürstendamm, in Hamburg und der Comödie Dresden in den Stücken Witwenclub (mit Ingeborg Krabbe und Marianne Kiefer als Partnerinnen) und Süßer die Glocken. Im Februar 2002 trat Göring nochmals als Theaterschauspielerin in ihrer Geburtsstadt Meißen auf. In der Dompropstei Meißen spielte sie, gemeinsam mit Johanna Spitzer, in dem Zweipersonenstück Von Mütterlein Frohnatur in einer Produktion des Theaters Meißen; zuletzt trat sie in der Spielzeit 2007/2008 in dieser Rolle auf.

### Film, Fernsehen und Rundfunk
Nachdem Helga Göring an der Seite von Hans Hardt-Hardtloff in dem Kurzfilm Kann mir gar nicht passieren (1950) zu sehen war, wurde sie von Martin Hellberg für den Film entdeckt und gab in dessen Produktion Das verurteilte Dorf ihr Spielfilmdebüt. In der Folgezeit entwickelte sie sich vor allem in tragischen und würdevollen Rollen zu einer gefragten Charakterdarstellerin.
Von 1961 bis 1991 gehörte Helga Göring dem Ensemble des Deutschen Fernsehfunks an. Besonders durch die Titelrolle in der Anna-Seghers-Verfilmung Die große Reise der Agathe Schweigert (1972) von Joachim Kunert erlangte sie große Popularität. Seghers schrieb die Rolle für Helga Göring. Sie wirkte in zahlreichen Literaturverfilmungen, wie Minna von Barnhelm oder Das Soldatenglück (1961) und Die Abenteuer des Werner Holt (1965). Darüber hinaus war sie in etlichen Inszenierungen des Fernsehtheaters Moritzburg wie Szöke Szakalls Das Streichquartett (1965), Ludwig Thomas Die kleinen Verwandten und Lottchens Geburtstag (1975), Curt Goetz’ Der Lampenschirm (1976) und Heinz Drewnioks Es war so nett in unserem Quartett (1983) sowie in mehreren Folgen der Krimireihen Der Staatsanwalt hat das Wort und Polizeiruf 110 zu sehen. Helga Göring arbeitete wiederholt mit dem Schauspieler, Synchronsprecher und Moderator Herbert Köfer zusammen, häufig als Ehepaar. In der 20-teiligen Vorabendserie Rentner haben niemals Zeit war sie an seiner Seite die Rentnerin Anna Schmidt. In der Fernsehserie Geschichten übern Gartenzaun und dessen Fortsetzung Neues übern Gartenzaun spielten sie das Ehepaar Timm. In dem Fernsehschwank Drei reizende Schwestern verkörperte Göring die reizende Schwester Mathilde Lehmberg an der Seite von Ingeborg Krabbe und Marianne Kiefer. Für ihre künstlerische Arbeit wurde sie 1964 mit dem Kunstpreis und 1969, 1982 sowie 1988 mit dem Nationalpreis der DDR ausgezeichnet.
Nach der Wende sah man sie in weiteren Film- und Fernsehproduktionen. Göring spielte in einigen Krimiserien mit, unter anderem in Die Wache in der im Juli 1994 erstgesendeten Episode Der Augenzeuge und 1999 als Großmutter in der Folge Denn die Rache ist mein der Serie Der letzte Zeuge. 2002 und 2004 war sie in zwei Kriminalfilmen der Fernsehreihe Tatort zu sehen: In Schlaf, Kindlein, schlaf (2002) als Mutter Linnartz; in Hundeleben (April 2004) als Margot Schenk, die Großmutter des Kommissars Freddy Schenk. Beide Fälle wurden durch die Kölner Kriminalhauptkommissare Ballauf und Schenk aufgeklärt.
In Oskar Roehlers Spielfilm Die Unberührbare (2000) verkörperte sie die Mutter der suizidgefährdeten Schriftstellerin Hanna Flanders, dargestellt von Hannelore Elsner. 2001 spielte Göring an der Seite von Inge Meysel in dem ZDF-Filmdrama Die Liebenden vom Alexanderplatz die Rolle der Lotte Kröger. Mit der Filmkomödie Karamuk (2003) wirkte sie in einer weiteren ZDF-Produktion mit. Sie stellte in diesem Film die Großmutter einer Deutschtürkin dar. Ihre letzte Filmrolle hatte sie 2007, an der Seite von Sascha Hehn, in der TV-Krimikomödie Einmal Dieb, immer Dieb als Mutter Berlinger.
Von 1967 bis 1982 war Helga Göring in einem großen Teil der 678 produzierten Folgen der beliebten Hörspielserie Neumann, zweimal klingeln auf Radio DDR I als Oma zu hören.

### Familie und Tod
Helga Göring war unverheiratet. Ihre Tochter Manja Göring ergriff ebenfalls den Schauspielberuf, ihr Schwiegersohn war der Schauspieler Wolfgang Greese. Göring lebte lange Jahre in Potsdam-Babelsberg, zuletzt dann in einem Pflegeheim in Berlin. Göring starb im Alter von 88 Jahren am 3. Oktober 2010 nach einem akuten Herzversagen im Auguste-Viktoria-Klinikum in Berlin-Schöneberg. Am 15. November 2010 wurde sie auf dem evangelischen Georgen-Parochial-Friedhof in Berlin-Prenzlauer Berg beigesetzt.

## Filmografie

### Kinofilme
- 1950: Kann mir gar nicht passieren (Kurzfilm)
- 1952: Das verurteilte Dorf
- 1954: Stärker als die Nacht
- 1957: Schlösser und Katen
- 1957: Zwei Mütter
- 1957: Bärenburger Schnurre
- 1957: Berlin – Ecke Schönhauser…
- 1957: Sheriff Teddy
- 1958: Ein Mädchen von 16 ½
- 1958: Nur eine Frau
- 1959: Reportage 57
- 1960/2014: Sommerwege
- 1961: Der Fremde
- 1961: Ein Sommertag macht keine Liebe
- 1962: Minna von Barnhelm oder Das Soldatenglück
- 1962: Das zweite Gleis
- 1963: Geheimarchiv an der Elbe
- 1964: Das Lied vom Trompeter
- 1964: Mir nach, Canaillen!
- 1965: Ohne Paß in fremden Betten
- 1965: Die Abenteuer des Werner Holt
- 1965: Entlassen auf Bewährung
- 1965/1990: Denk bloß nicht, ich heule
- 1966: Spur der Steine
- 1967: Meine Freundin Sybille
- 1967: Das Mädchen auf dem Brett
- 1968: Mord am Montag
- 1970: Unterwegs zu Lenin
- 1970: Aus unserer Zeit
- 1970: Weil ich dich liebe …
- 1970: Netzwerk
- 1972: Trotz alledem!
- 1973: Wolz – Leben und Verklärung eines deutschen Anarchisten
- 1976: Nelken in Aspik
- 1978: Jörg Ratgeb, Maler
- 1978: Brandstellen
- 1985: Weiße Wolke Carolin
- 1986: Der Hut des Brigadiers
- 2000: Die Unberührbare
- 2001: Gregors größte Erfindung (Kurzfilm)
- 2003: Karamuk
- 2004: Der Dolch des Batu Khan

### Fernsehfilme
- 1962/1990: Monolog für einen Taxifahrer
- 1964: Der Mann mit der Maske
- 1966: Irrlicht und Feuer (Zweiteiler)
- 1969: Krupp und Krause (Fünfteiler)
- 1970: Fisch zu viert
- 1970: Unter den Linden – Geschichte und Geschichten (Dreiteiler)
- 1970: Jeder stirbt für sich allein (Dreiteiler)
- 1972: Die große Reise der Agathe Schweigert
- 1972: Die Bilder des Zeugen Schattmann (Vierteiler)
- 1973: Eva und Adam (Vierteiler)
- 1974: Das Schilfrohr
- 1974: Die Ostsee ruft
- 1975: Steckbrief eines Unerwünschten
- 1976: Die Regentrude
- 1979: Marta, Marta
- 1979: Die Rache des Kapitäns Mitchell
- 1980: Der Direktor
- 1981: Verflucht und geliebt (Fernsehen, 5 Teile)
- 1982: Komm mit mir nach Chicago
- 1983: Pianke
- 1986: Ernst Thälmann (Zweiteiler)
- 1986: König Karl
- 1986: Weihnachtsgeschichten
- 1987: Maxe Baumann aus Berlin
- 1988: Danke für die Blumen
- 1992: Das große Fest
- 1995: Herz aus Stein
- 1996: Die brennende Schnecke
- 2001: Die Hunde sind schuld
- 2001: Die Liebenden vom Alexanderplatz
- 2002: Liebesau – Die andere Heimat (Vierteiler)
- 2007: Der fremde Gast
- 2007: Einmal Dieb, immer Dieb

### Fernsehserien und Fernsehreihen
- 1966: Der Staatsanwalt hat das Wort: Bummel-Benno
- 1966: Pitaval des Kaiserreiches: Der Prozeß gegen die Gräfin Kwilecki
- 1967: Blaulicht: Nachtstreife
- 1968: Blaulicht: Leichenfund im Jagen 14
- 1974: Polizeiruf 110: Die verschwundenen Lords
- 1977: Ein Zimmer mit Ausblick (7 Folgen)
- 1978: Polizeiruf 110: Holzwege
- 1978–1979: Rentner haben niemals Zeit (20 Folgen)
- 1982: Polizeiruf 110: Schranken
- 1982: Geschichten übern Gartenzaun (7 Folgen)
- 1983: Der Staatsanwalt hat das Wort: Nur einen Schluck
- 1985: Neues übern Gartenzaun (7 Folgen)
- 1983: Polizeiruf 110: Eine nette Person
- 1984: Die Leute von Züderow (6 Folgen)
- 1984–1991: Drei reizende Schwestern
  - 1984: Familienfest mit Folgen
  - 1985: Ein Mann fürs Leben
  - 1986: Eine alte Fregatte
  - 1987: Trick 17
  - 1988: Willkommen im Rampenlicht
  - 1990: Das blaue Krokodil
  - 1991: Ein Hauch von Alpenglüh’n
- 1985: Die Leute von Züderow
- 1988: Polizeiruf 110: Ihr faßt mich nie!
- 1990: Polizeiruf 110: Der Tod des Pelikan
- 1990: Spreewaldfamilie (7 Folgen)
- 1995: A.S. – Gefahr ist sein Geschäft (Folge Hungrige Augen)
- 1995: Für alle Fälle Stefanie (Folge In freudiger Erwartung)
- 1997: Stubbe – Von Fall zu Fall: Stubbe und der Geisterpolizist
- 1999: Der letzte Zeuge (Folge Denn die Rache ist mein)
- 2000: Schloss Einstein (3 Folgen)
- 2002: Tatort: Schlaf, Kindlein, schlaf
- 2002: Wolffs Revier (Folge Der Schutzengel)
- 2002: Unser Charly (Folge Verhängnisvolle Rettung)
- 2004: SOKO Leipzig (Folge Die Schlangengrube)
- 2004: Polizeiruf 110: Winterende
- 2004: Tatort: Hundeleben
- 2005: Kanzleramt (Folge Staatsbesuch)
- 2006: Der Landarzt (Folge Eine letzte Reise)
- 2007: Großstadtrevier (Folge Der Engel von St. Pauli)

## Synchronrollen (Auswahl)
- 1957: Marisa Merlini als Margherita Rosati in Der schönste Augenblick
- 1957: Simone Signoret als Elisabeth Proctor in Die Hexen von Salem (DDR-Synchron)
- 1957: Marisa Merlini als Fräulein Pozzi in Das fröhliche Hotel

## Theater
- 1950: William Shakespeare: König Johann – Regie: Martin Hellberg (Staatstheater Dresden)
- 1951: William Shakespeare: Viel Lärm um nichts – Regie: Paul Lewitt (Staatstheater Dresden)
- 1952: Friedrich Schiller: Wilhelm Tell (Tells Frau) – Regie: Paul Lewitt (Staatstheater Dresden)

## Hörspiele
- 1957: Bernhard Seeger: Wo die Nebel weichen (Bäuerin Ballinger) – Regie: Lothar Dutombé (Rundfunk der DDR)
- 1965: Margarete Jehn: Der Bussard über uns (Frau) – Regie: Fritz Göhler (Hörspiel – Rundfunk der DDR)
- 1967: Siegfried Pfaff: Regina B. – Ein Tag in ihrem Leben (Inges Mutter) – Regie: Fritz-Ernst Fechner (Hörspiel – Rundfunk der DDR)
- 1968: Ulrich Waldner: Der vergessene Hochzeitstag (Oma) – Regie: Joachim Gürtner (Hörspielreihe: Neumann, zweimal klingeln – Rundfunk der DDR)
- 1968: Werner Jahn: Mit Musik geht alles besser (Oma) – Regie: Joachim Gürtner (Hörspielreihe: Neumann, zweimal klingeln – Rundfunk der DDR)
- 1968: Gerhard Jäckel: Oma und die Untermieter (Oma) – Regie: Joachim Gürtner (Hörspielreihe: Neumann, zweimal klingeln – Rundfunk der DDR)
- 1969: Wilfried Schilling: Kellergespräche (Finchen) – Regie: Joachim Staritz (Hörspiel – Rundfunk der DDR)
- 1968: Brigitte Tenzler: Eine kleine Nachtmusik (Oma) – Regie: Joachim Gürtner (Hörspielreihe: Neumann, zweimal klingeln – Rundfunk der DDR)
- 1968: Eberhard Richter: Ohne Vater geht es nicht (Oma) – Regie: Joachim Gürtner (Hörspielreihe: Neumann, zweimal klingeln – Rundfunk der DDR)
- 1969: Peter Brock: Die Verlobung (Oma) – Regie: Joachim Gürtner (Hörspielreihe: Neumann, zweimal klingeln – Rundfunk der DDR)
- 1970: Hansgeorg Meyer: Familienperspektive (Oma) – Regie: Joachim Gürtner (Hörspielreihe: Neumann, zweimal klingeln – Rundfunk der DDR)
- 1970: Arne Leonhardt: Unser stiller Mann – Regie: Werner Grunow (Hörspiel – Rundfunk der DDR)
- 1970: Gottfried Teichmann: Zwölf Stunden Montageurlaub (Oma) – Regie: Joachim Gürtner (Hörspiel: Neumann, zweimal klingeln Nr. 34 – Rundfunk der DDR)
- 1973: Joachim Witte: Die Arnsroder Schlacht (Oma) – Regie: Joachim Gürtner (Hörspielreihe: Neumann, zweimal klingeln – Rundfunk der DDR)
- 1973: Wilhelm Hampel: Zwecks Freizeitsgestaltung (Oma) – Regie: Joachim Gürtner (Hörspielreihe: Neumann, zweimal klingeln – Rundfunk der DDR)
- 1974: Albert Plau: Villa Klamé (Oma) – Regie: Joachim Gürtner (Hörspielreihe: Neumann, zweimal klingeln – Rundfunk der DDR)
- 1974: Günter Spranger: Zur Fahndung ausgeschrieben: Sabine (Frau Fröhner) – Regie: Albrecht Surkau (Hörspielreihe: Tatbestand, Nr. 3 – Rundfunk der DDR)
- 1978: Brigitte Gotthardt: Reiseabenteuer (Oma) – Regie: Joachim Gürtner (Hörspielreihe: Neumann, zweimal klingeln – Rundfunk der DDR)
- 1980: Dorothy L. Sayers: Der Verdacht (Mrs. Sutton) – Regie: Werner Grunow (Kriminalhörspiel – Rundfunk der DDR)
- 1980: Ursula Damm-Wendler: Der Schmalfilm (Oma) – Regie: Joachim Gürtner (Hörspielreihe: Neumann, zweimal klingeln – Rundfunk der DDR)

## Auszeichnungen
- 1964: Kunstpreis der DDR
- 1969: Nationalpreis der DDR, I. Klasse für Krupp und Krause / Krause und Krupp[7]
- 1982: Nationalpreis der DDR, II. Klasse[7]
- 1988: Nationalpreis der DDR, I. Klasse[7]